# Gyümölcs (jog)
A jogi értelemben vett gyümölcs (latinul: fructus) jelent minden gazdasági előnyt, ami valamely dolognak vagy jogosítványnak a rendeltetésszerű használata során időnként visszatérően keletkezik, anélkül, hogy a gyümölcsöző dolog vagy jogosítvány léte, épsége és további gyümölcsözési képessége veszélyeztetve volna.

## Római jog
A római jogban elsősorban azokat a szaporulatokat tekintették gyümölcsnek, melyek egy termő dologból időszakonként természetes úton jöttek létre a termő dolog sérelme nélkül: "Az állatok gyümölcsének számít azok kölyke is, akárcsak a szőr és a tej és a gyapjú…"(Gaius D. 22, 1, 28, pr-1.) A rómaiak emellett gyümölcsnek tekinették az egyes időszaki hozamokat is, melyek az anyadolog fogyásával, sérelmével jöttek létre (például erdőből kitermelt fa). Végül szintén a gyümölcs kategóriába sorolták azokat a jövedelmeket is, amelyek nem természet eredményeképpen jöttek létre (például vadászat, halászat, kamat, házbér).

## Dolgok gyümölcse
A gyümölcsök között különbséget tehetünk dolgok és jogok gyümölcse között. Ez utóbbi szintén két részre osztható: természetes gyümölcs (latinul: fructus naturales) - ilyenkor az ingatlan vagy ingó dologból természetes fejlődés eredményeként (tisztán természeti gyümölcs például barackfa és termése) vagy az ember általi rendeltetésszerű használata során származik (szorgalmi gyümölcs például szőlőművelés és a bor).
A gyümölcs amíg el nem választják a gyümölcsöző dologtól, addig a dolog alkotórésze. A gyümölcs elválasztása, beszedése a gyümölcsöző dolgon fennálló tulajdonjogon alapszik. A tulajdonos rendelkezhet úgy - de ez alapulhat bírósági ítéleten, törvényen is - hogy a hasznok szedésének jogát másnak átengedi és ezért ellenértéket kap, ez a polgári gyümölcs (latinul: fructus civiles) - az a közvetett gazdasági előny, melyhez a tulajdonos a dolgán létesített különböző jogviszonyok közvetítésével jut.

## A jogok gyümölcse
Amennyiben egy jogosítvány olyan természetű, hogy hosszabb időn keresztül folyamatosan gyakorolható, annak időszakonként visszatérően keletkező hozadékait joggyümölcsnek nevezzük (például haszonélvező gyakorolja a haszonélvezetből őt megillető jogosultságokat).

## Külső hivatkozások
- Magyarorszag.hu - gyümölcs